# Natagora

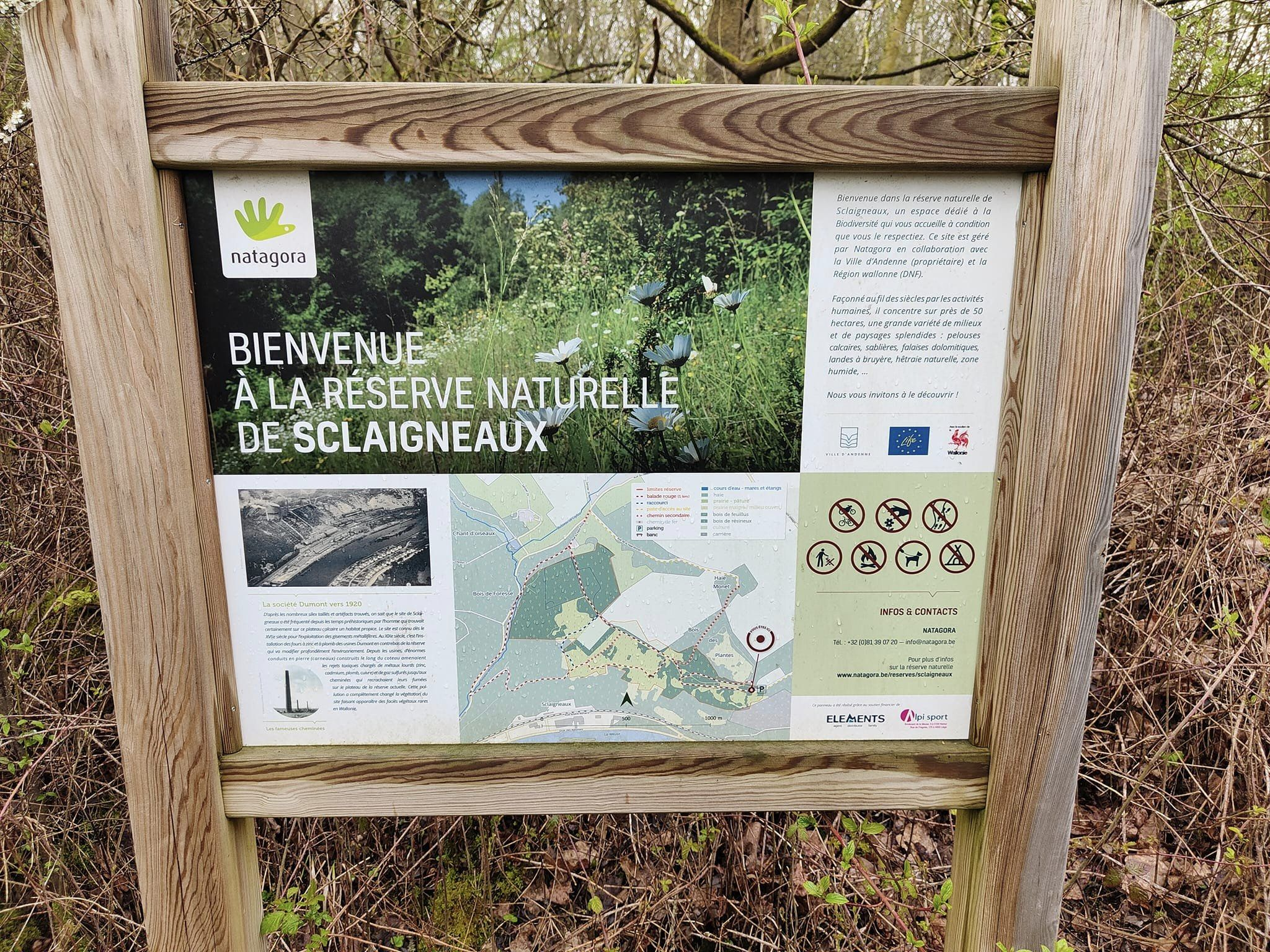
Natagora-natuurreservaat

Natagora is sinds 2003 een vereniging ter bescherming van de natuur, die actief is in Brussel en Wallonië. Het is de Franstalige tegenhanger van de Vlaamse vereniging Natuurpunt. Letterlijk betekent Natagora "de agora van de natuur".
Via de vzw Natagora bieden honderden vrijwilligers, natuurliefhebbers en ornithologen diverse activiteiten aan, zoals:
- opvolging van de soorten;
- restauratie van zeldzame milieus, meer dan 4200 hectare uitzonderlijke natuurgebieden;
- ontdekkingstochten langs het natuurlijke erfgoed;
- activiteiten voor kinderen.

De vereniging is ontstaan uit de fusie van:
- AVES (Maatschappij voor ornithologische studies), gespecialiseerd in de studie en de bescherming van vogels;
- RNOB (Réserves Naturelles et Ornithologiques de Belgique), vooral bekend om zijn talrijke natuurgebieden.

Natagora heeft de ambitie het onschatbare natuurpatrimonium van de hele streek Wallonië-Brussel te beschermen en volledig tot zijn recht te laten komen.